# 미하엘 유라크
미하엘 유라크(독일어: Michael Jurack, 1979년 2월 14일~)는 독일의 전직 유도 선수이다. 2004년 하계 올림픽 남자 하프헤비급에서 동메달을 획득했다.